# Joshua Brookes
Joshua Brookes (Sydney, 28 aprile 1983) è un pilota motociclistico australiano,  due volte campione britannico superbikeː nelle stagioni 2015 e 2020.

## Carriera
Nel 2004 ha vinto il Gran Premio d'Australia del campionato mondiale Supersport come wildcard, prima che un grave incidente compromettesse il suo anno. Nel 2005 ha vinto i campionati australiani di Superbike e Supersport a bordo di una Honda.
Nel 2006 passa al campionato mondiale Supersport con la Ducati 749 R del team Manila Grace SC, che lascia dopo le prime tre gare, nonostante il 6º posto ottenuto nel Gran Premio di casa. Poco tempo dopo passa comunque al campionato mondiale Superbike con la Kawasaki ZX10R del team Kawasaki Bertocchi, debuttando a Monza. In questa stessa stagione prende parte, in qualità di pilota wildcard senza punti, a due gare nel campionato italiano Superbike in sella ad una Kawasaki. Nel 2007 passa al team Alto Evolution Honda, pasando ad una Honda CBR 1000RR con compagno di squadra Karl Muggeridge. Ottiene 40 punti, piazzandosi due volte nei primi dieci in gara, ma viene sostituito a metà stagione.
Corre gli ultimi cinque Gran Premi nel campionato mondiale Supersport, con la Honda CBR600RR del team Stiggy Motorsport Honda, con cui resta anche nel 2008. Ottiene la sua seconda vittoria in carriera (la prima per il team) a Donington Park, classificandosi terzo in campionato. Nello stesso anno prende parte ad una prova nel campionato Britannico di Superbike con la Honda CBR 1000RR del team HM Plant, ottenendo pole position e terzo posto in gara.
Sempre con il team HM Plant, diventa pilota titolare nel campionato britannico del 2009, con compagno di squadra Glen Richards, anche se per problemi di visto di soggiorno è costretto a saltare la gara d'apertura. Nella terza gara a Donington Park è entrato in collisione con Sylvain Guintoli nel giro di schieramento, causando la frattura della gamba del francese. Brookes sostenne di aver avuto un guasto ai freni, tuttavia un'indagine degli ufficiali ha rilevato che i freni erano pienamente funzionanti, e quindi stava semplicemente andando troppo veloce senza tenere in considerazione gli altri piloti che stavano viaggiando ad una normale velocità da giro di schieramento. Ha ricevuto come pena la squalifica da una gara. In seguito nella gara di Thruxton è giunto 7º e 3º. A Snetterton è partito in prima fila ed è giunto 3º in entrambe le gare.
Nel 2010 partecipa a due gare del mondiale Superbike: corre il gran premio di Phillip Island per il team ECHO CRS Honda e quello di Silverstone per il team HM Plant Honda. Nel 2011 è quinto nel campionato britannico Superbike.
Torna a disputare delle gare nel mondiale Superbike nel 2012 partecipando al Gran Premio d'Australia in sella alla Suzuki GSX-R1000 del team Crescent Fixi Suzuki in sostituzione dell'infortunato John Hopkins. Giunge quindicesimo in gara 2, conquistando un punto mondiale. Nella stessa stagione stessa stagione, e con la stessa motocicletta, è vice-campione britannico Superbike. 
Dopo aver vinto nel 2015 il campionato britannico Superbike, nel 2016 torna, stavolta come pilota titolare, nel mondiale Superbike, andando a guidare una BMW S1000 RR gestita dal team Milwaukee BMW, il compagno di squadra è Karel Abraham. Chiude la stagione al quattordicesimo posto, con ottantanove punti ottenuti.
Nel 2017 partecipa, in qualità di wild-card, alla gara inaugurale del campionato mondiale Superbike in sella ad una Yamaha YZF-R1 del team ER Motorsports. I punti ottenuti in questo evento gli consentono di chiudere la stagione al trentaduesimo posto.
Negli anni seguenti è impegnato nel British Superbike Championship dove rivince il titolo nel 2020. Ancora in attività dopo i quarant'anni, nel 2024 con BMW si classifica ottavo nel campionato britannico Superbike.

## Risultati in gara

### Motomondiale
| 2000 | Classe | Moto  |  |  |  |  |  |  |  |  |  |  |  |  |  |  |  |    | Punti | Pos. |
| ---- | ------ | ----- |  |  |  |  |  |  |  |  |  |  |  |  |  |  |  | -- | ----- | ---- |
| 2000 | 125    | Honda |  |  |  |  |  |  |  |  |  |  |  |  |  |  |  | 18 | 0     |      |

| 2001 | Classe | Moto   |  |  |  |  |  |  |  |  |  |  |  |  |  |    |  |  | Punti | Pos. |
| ---- | ------ | ------ |  |  |  |  |  |  |  |  |  |  |  |  |  | -- |  |  | ----- | ---- |
| 2001 | 250    | Yamaha |  |  |  |  |  |  |  |  |  |  |  |  |  | NP |  |  | 0     |      |

| Legenda | 1º posto        | 2º posto            | 3º posto            | A punti      | Senza punti        | Grassetto – Pole position Corsivo – Giro più veloce |
| Legenda | Gara non valida | Non qual./Non part. | Ritirato/Non class. | Squalificato | '-' Dato non disp. | Grassetto – Pole position Corsivo – Giro più veloce |

### Campionato mondiale Supersport
| 2004 | Moto  |  |   |  |  |  |  |  |  |  |  |  |  |  | Punti | Pos. |
| ---- | ----- |  | - |  |  |  |  |  |  |  |  |  |  |  | ----- | ---- |
| 2004 | Honda |  | 1 |  |  |  |  |  |  |  |  |  |  |  | 25    | 15º  |

| 2006 | Moto   |    |   |    |  |  |  |  |  |  |  |  |  |  | Punti | Pos. |
| ---- | ------ | -- | - | -- |  |  |  |  |  |  |  |  |  |  | ----- | ---- |
| 2006 | Ducati | 10 | 6 | 11 |  |  |  |  |  |  |  |  |  |  | 21    | 21º  |

| 2007 | Moto  |  |  |  |  |  |  |  |  |   |     |    |     |   | Punti | Pos. |
| ---- | ----- |  |  |  |  |  |  |  |  | - | --- | -- | --- | - | ----- | ---- |
| 2007 | Honda |  |  |  |  |  |  |  |  | 5 | Rit | 16 | Rit | 7 | 20    | 28º  |

| 2008 | Moto  |   |   |     |   |   |   |    |   |   |   |    |   |    | Punti | Pos. |
| ---- | ----- | - | - | --- | - | - | - | -- | - | - | - | -- | - | -- | ----- | ---- |
| 2008 | Honda | 4 | 2 | Rit | 6 | 2 | 2 | 14 | 3 | 5 | 1 | 12 | 3 | 11 | 162   | 3º   |

| Legenda | 1º posto        | 2º posto            | 3º posto           | A punti      | Senza punti        | Grassetto – Pole position Corsivo – Giro più veloce |
| Legenda | Gara non valida | Non qual./Non part. | Ritirato/Non class | Squalificato | '-' Dato non disp. | Grassetto – Pole position Corsivo – Giro più veloce |

### Campionato mondiale Superbike
| 2006 | Moto     |  |  |  |  |  |  |  |  |     |    |    |     |    |     |    |     |     |    |    |    |    |    |    |    |  |  |  |  | Punti | Pos. |
| ---- | -------- |  |  |  |  |  |  |  |  | --- | -- | -- | --- | -- | --- | -- | --- | --- | -- | -- | -- | -- | -- | -- | -- |  |  |  |  | ----- | ---- |
| 2006 | Kawasaki |  |  |  |  |  |  |  |  | Rit | 18 | 18 | Rit | 18 | Rit | 20 | Rit | Rit | 15 | 20 | 23 | 15 | 17 | 15 | 16 |  |  |  |  | 3     | 28º  |

| 2007 | Moto  |     |    |    |    |    |    |   |   |     |    |    |     |     |    |  |  |  |  |  |  |  |  |  |  |  |  |  |  | Punti | Pos. |
| ---- | ----- | --- | -- | -- | -- | -- | -- | - | - | --- | -- | -- | --- | --- | -- |  |  |  |  |  |  |  |  |  |  |  |  |  |  | ----- | ---- |
| 2007 | Honda | Rit | 13 | 12 | 12 | 12 | 15 | 9 | 7 | Rit | 13 | 11 | Rit | Rit | AN |  |  |  |  |  |  |  |  |  |  |  |  |  |  | 40    | 17º  |

| 2010 | Moto  |    |    |  |  |  |  |  |  |  |  |  |  |  |  |  |  |  |  |    |    |  |  |  |  |  |  |  |  | Punti | Pos. |
| ---- | ----- | -- | -- |  |  |  |  |  |  |  |  |  |  |  |  |  |  |  |  | -- | -- |  |  |  |  |  |  |  |  | ----- | ---- |
| 2010 | Honda | 19 | 14 |  |  |  |  |  |  |  |  |  |  |  |  |  |  |  |  | 16 | 12 |  |  |  |  |  |  |  |  | 6     | 24º  |

| 2012 | Moto   |    |    |  |  |  |  |  |  |  |  |  |  |  |  |  |  |  |  |  |  |  |  |  |  |  |  |  |  | Punti | Pos. |
| ---- | ------ | -- | -- |  |  |  |  |  |  |  |  |  |  |  |  |  |  |  |  |  |  |  |  |  |  |  |  |  |  | ----- | ---- |
| 2012 | Suzuki | 16 | 15 |  |  |  |  |  |  |  |  |  |  |  |  |  |  |  |  |  |  |  |  |  |  |  |  |  |  | 1     | 34º  |

| 2016 | Moto |    |   |    |    |    |    |    |     |    |    |    |    |    |   |    |    |    |    |    |   |    |    |    |    |    |    |  |  | Punti | Pos. |
| ---- | ---- | -- | - | -- | -- | -- | -- | -- | --- | -- | -- | -- | -- | -- | - | -- | -- | -- | -- | -- | - | -- | -- | -- | -- | -- | -- |  |  | ----- | ---- |
| 2016 | BMW  | 10 | 9 | 15 | 16 | 13 | 13 | 11 | Rit | 14 | 13 | 11 | 12 | 14 | 9 | 11 | 14 | 13 | NP | 14 | 7 | 12 | 11 | 10 | 12 | 15 | NP |  |  | 89    | 14º  |

| 2017 | Moto   |     |    |  |  |  |  |  |  |  |  |  |  |  |  |  |  |  |  |  |  |  |  |  |  |  |  |  |  | Punti | Pos. |
| ---- | ------ | --- | -- |  |  |  |  |  |  |  |  |  |  |  |  |  |  |  |  |  |  |  |  |  |  |  |  |  |  | ----- | ---- |
| 2017 | Yamaha | Rit | 12 |  |  |  |  |  |  |  |  |  |  |  |  |  |  |  |  |  |  |  |  |  |  |  |  |  |  | 4     | 32º  |

| Legenda | 1º posto        | 2º posto            | 3º posto           | A punti      | Senza punti        | Grassetto – Pole position Corsivo – Giro più veloce |
| Legenda | Gara non valida | Non qual./Non part. | Ritirato/Non class | Squalificato | '-' Dato non disp. | Grassetto – Pole position Corsivo – Giro più veloce |